# Müller (Mondkrater)
Müller ist ein relativ kleiner Einschlagkrater auf der Mondvorderseite, der in der ungefähren Mitte des von den großen Kratern Ptolemaeus, Hipparchus und Albategnius gebildeten Dreiecks liegt.
Der Krater ist unregelmäßig geformt und im Süden von einem Nebenkrater überlagert.
| Buchstabe | Position         | Durchmesser | Link |
| --------- | ---------------- | ----------- | ---- |
| A         | 8,16° S, 2,08° O | 9 km        |      |
| F         | 7,87° S, 1,44° O | 6 km        |      |
| O         | 7,9° S, 2,38° O  | 10 km       |      |

Der Krater wurde 1935 von der IAU nach dem österreichischen Astronomen Karl Müller offiziell benannt.